# 前576年
| 千纪： | 前1千纪 |
| 世纪： | 前7世纪 \| 前6世纪 \| 前5世纪 |
| 年代： | 前600年代 \| 前590年代 \| 前580年代 \| 前570年代 \| 前560年代 \| 前550年代 \| 前540年代                                                                                                  |
| 年份： | 前581年 \| 前580年 \| 前579年 \| 前578年 \| 前577年 \| 前576年 \| 前575年 \| 前574年 \| 前573年 \| 前572年 \| 前571年                                                                    |
| 纪年： | 周简王十年 魯成公十五年 齐灵公六年 晋厉公五年 秦景公元年 宋共公十三年 楚共王十五年 卫献公元年 陈成公二十三年 蔡景侯十六年 曹成公二年 郑成公九年 燕昭公十一年 吴王寿梦十年 杞桓公六十一年 |

## 大事記
- 舒庸國趁着楚國軍隊於去年的鄢陵之戰戰敗的機會，引領吳國軍隊進攻楚國，圍攻巢國國都，討伐駕地，引發楚滅舒庸之戰。